# Os Mutantes
Os Mutantes é uma banda brasileira de rock psicodélico formada durante o Movimento Tropicalista, no ano de 1966, em São Paulo, por Arnaldo Baptista, Rita Lee e Sérgio Dias. Também participaram do grupo Liminha e Dinho Leme.
A banda é considerada um dos principais grupos do rock brasileiro. Assim como grande parte dos grupos dos anos de 1960, Os Mutantes foram fortemente influenciados por The Beatles, Jimi Hendrix e Sly & the Family Stone. No entanto, os músicos brasileiros eram também mergulhados em sua cultura local,  exercendo sua própria criatividade na utilização de  feedback, distorção e truques de estúdio de todos os tipos, assim como era feito pelo quarteto de Liverpool e pelo grupo The Beach Boys. Nesse sentido foram pioneiros na mescla do rock and roll com elementos musicais e temáticos brasileiros. Outra característica do grupo era a irreverência. Eles trouxeram uma espécie de mistura da música estrangeira com a brasileira e a adição de novas ideias, com doses de experimentalismo, abrindo, assim, o caminho para o hibridismo musical.
Os Mutantes iniciaram suas atividades em 1966, como um trio, quando se apresentaram no programa O Pequeno Mundo de Ronnie Von, da TV Record. Na véspera da estreia do programa, o trio tinha o nome de "Os Bruxos", mas nem Rita Lee nem os irmãos Dias Baptista (Arnaldo e Sérgio) estavam satisfeitos com esse nome e queriam mudá-lo. De acordo com Carlos Calado, a ideia do nome "Os Mutantes" veio de uma brincadeira irônica de Alberto Helena Júnior, produtor do programa, com Ronnie Von, que, na época, andava lendo O Império dos Mutantes, de Stefan Wul, e não falava de outro assunto. "Vocês ainda estão procurando um nome para o conjunto dos meninos? Por que não Os Mutantes?" Ronnie Von gostou da ideia de Alberto Helena e levou-a ao grupo, que a aprovou imediatamente.
O grupo logo se tornou um dos principais expoentes da nova MPB, influenciada pela Tropicália, até se dissolver em 1978. Ao longo desses doze anos foram gravados nove álbuns, sendo que dois deles - O A e o Z e Tecnicolor - só foram lançados na década de 1990, quando o grupo passou a ser reconhecido, no cenário do rock nacional e internacional, como um dos mais criativos, dinâmicos, radicais e talentosos da era psicodélica e da história do rock mundial. Em 2006, a banda se reuniu, sem Rita Lee e Liminha, mas contando com a presença de Arnaldo Baptista e com Zélia Duncan nos vocais. No ano seguinte, Arnaldo e Zélia se desligaram da banda, que foi recomposta com outros músicos e continuou a fazer shows sob a liderança de Sérgio Dias, único membro restante da formação original.

## História

### Anos 1960 e 1970

#### Origens
Em 1964, os irmãos Arnaldo e Cláudio César Dias Baptista, juntamente com Raphael Vilardi e Roberto Loyola, fundaram o grupo The Wooden Faces. Um ano depois, conheceram e convidaram Rita Lee - então no Teenage Singers - a integrar a banda.  Sérgio, o caçula na família Baptista, também entraria no grupo. A nova banda passou a se chamar Six Sided Rockers; depois, O Conjunto e O´Seis.
Em 1966, eles gravaram compacto simples pela Continental com as composições "Suicida" (de Raphael e Roberto) e "Apocalipse" (de Raphael e Rita), que vendeu menos de duzentas cópias. Ainda naquele ano, Cláudio César, Raphael e Roberto deixariam o grupo. Arnaldo, Rita e Sérgio mantiveram o grupo, que foi rebatizado com o nome definitivo de Os Mutantes, o nome veio de O Império dos Mutantes, ficção científica de Stefan Wul publicado na Colecção Argonauta de Portugal.
Ronnie Von, uma das estrelas da Jovem Guarda (embora nunca tenha participado do programa apresentado por Roberto Carlos, Erasmo Carlos e Wanderléa), comandava então o programa dominical O Pequeno Mundo de Ronnie Von, transmitido pela TV Record, e não havia gostado do nome anterior. Em 15 de outubro de 1966, Os Mutantes estrearam no programa. Impressionaram tanto que o grupo foi convidado a fazer parte do elenco fixo do programa. Também participaram das gravações do LP Ronnie Von - nº 3.

#### A aproximação com os Tropicalistas
No início de 1967, mudanças na direção artística do programa reduziram paulatinamente as apresentações dos Mutantes. Por discordar das novas diretrizes, eles deixaram a Record, já que também havia a possibilidade de realizar apresentações em outras emissoras. À convite do maestro Chiquinho de Moraes, da Rede Bandeirantes, Os Mutantes exibiram-se no programa "Quadrado e Redondo", apresentado por Sérgio Galvão. Nessa época, conheceram outro maestro, Rogério Duprat, que teria papel decisivo na história do trio. Apadrinhados por Duprat, Os Mutantes começaram a participar dos grandes festivais de música popular brasileira, que viviam sua fase áurea. O maestro sugeriu a Gilberto Gil que convocasse o grupo como banda de apoio para gravar "Bom Dia", que seria cantada por Nana Caymmi e inscrita no III Festival da Música Popular Brasileira, da TV Record. Outra gravação de Gil classificada para o Festival era "Domingo no Parque". Apesar de nenhum de seus integrantes ler cifras e partituras musicais e conhecer a complexidade harmônica dos arranjos elaborados por Gil e Duprat, Os Mutantes se saíram muito bem nos ensaios e acabaram participando da gravação de ambas. "Domingo no Parque" ganhou o segundo lugar e aproximou os Mutantes do movimento tropicalista.
Em 1968, o trio assinou um contrato com a Polydor, graças a uma indicação do produtor Manoel Barenbein. Assim, foi lançado Os Mutantes, primeiro disco da banda. Com arranjos de Duprat e participação especial de Jorge Ben, o LP foi bastante inovador e experimental, além de muito influenciado pelo trabalho dos Beatles. Algumas das faixas que se destacaram são "Senhor F" (que contou com participação da mãe dos irmãos Baptista, Clarisse Leite, que tocou piano), "Panis et Circenses" (canção composta por Caetano Veloso e Gilberto Gil especialmente para os Mutantes) e "Trem Fantasma" (parceria entre os Mutantes e Caetano Veloso, que foi composta na casa do produtor Guilherme Araújo). O disco vendeu menos de 10.000 cópias, mas adquiriu status lendário ao longo dos anos.
Também naquele ano, a banda participou, ao lado de vários artistas, de Tropicalia ou Panis et Circencis, disco-manifesto do movimento tropicalista, gravando a faixa-título do LP. Ainda naquele ano, o grupo participou em duas sequências - filmadas na boate Ponto de Encontro - de As Amorosas, filme do diretor brasileiro Walter Hugo Khouri,  estrelado por Paulo José, Lilian Lemmertz e Anecy Rocha. Em setembro, ainda participaram do III Festival Internacional da Canção, da TV Globo, defendendo "Caminhante Noturno" (de Arnaldo, Sérgio e Rita), que acabou classificada em sétimo lugar. Mas o episódio mais emblemático daquele festival foi a apresentação de Caetano acompanhado dos Mutantes como banda de apoio. Na final paulista do FIC, realizada no Teatro da Universidade Católica de São Paulo, eles executaram "É Proibido Proibir". A canção de Caetano foi recebida sob intensas vaias pelo plateia que lotava o auditório. Mal os Mutantes começaram a tocar a introdução, espectadores enfurecidos atiraram ovos, tomates e pedaços de madeira contra o palco e deram as costas para a apresentação. Imediatamente, os Mutantes responderam, sem parar de tocar: viraram as costas para a plateia. Revoltado com a recepção, Caetano fez um longo e inflamado discurso que quase não se pode ouvir, por causa do barulho dentro do auditório.
No final daquele ano, os Mutantes estiveram no IV Festival da Música Popular Brasileira, defendendo "Dom Quixote" e "2001", esta última uma parceria de Rita Lee com Tom Zé.

#### O fim da Tropicália
No ano seguinte, os Mutantes excursionaram pela França, onde tocaram no célebre Mercado Internacional de Discos e Editores Musicais (Midem), na cidade de Cannes, e no tradicional Olympia, em Paris. Em fevereiro, foi lançado Mutantes, segundo disco da banda - e já com a participação do baterista Dinho Leme e do baixista Liminha. Um dos destaques do LP, a faixa "Caminhante Noturno" teve erradamente a omissão do nome de Sérgio Dias como coautor.
Ainda em 1969, os Mutantes realizaram o seu último concerto com Caetano e Gil. Foi durante a conturbada temporada na boate carioca Sucata, no qual ocorreu o famoso incidente da bandeira nacional, supostamente desrespeitada, no entender dos militares que governavam o Brasil naquela época. Durante o espetáculo, foi pendurada no cenário uma bandeira, obra do artista plástico Hélio Oiticica, com a inscrição "Seja Marginal, Seja Herói" e a imagem de um traficante famoso à época, o Cara de Cavalo, que havia sido morto pela polícia. Os militares alegaram ainda que Caetano teria cantado o Hino Nacional inserindo versos ofensivos às Forças Armadas. Isto tudo serviu de pretexto político para que os militares suspendessem a apresentação e prendessem Caetano e Gil, posteriormente soltos e autoexilados no Reino Unido. O episódio é considerado como o fim do movimento vanguardista.
Ainda naquele ano, estreou o espetáculo Planeta dos Mutantes, misturando música, cenas bizarras e psicodelia. No final daquele ano, o grupo defendeu a canção "Ando Meio Desligado" no IV Festival Internacional da Canção.

#### A consolidação da banda

Os Mutantes, 1972. Arquivo Nacional.

Em março de 1970, foi lançado A Divina Comédia ou Ando Meio Desligado, considerado um marco na carreira do grupo, que tenta se distanciar do tropicalismo e abraçar de vez o rock. O maior destaque do LP foi a canção-título "Ando Meio Desligado" (de Arnaldo, Sérgio e Rita). Outro destaque fica por conta da regravação de "Chão de Estrelas" (de Sílvio Caldas e Orestes Barbosa), que foi muito criticada pelos críticos e puristas daquela época. No final daquele ano e com o baixista Liminha integrado ao quarteto Arnaldo-Sérgio-Rita-Dinho, os Mutantes retornam à França para realizar algumas apresentações. Convidados pelo produtor Carl Holmes, aproveitaram para gravar algumas canções no estúdio Des Dames, com a intenção era lançar um álbum principalmente em inglês para atrair público internacional. Mas a Polydor desistiria do projeto mesmo com um álbum inteiro já gravado. Somente em 2000, o disco seria lançado, chamado Tecnicolor.
No início de 1971, a banda foi contratada pela Rede Globo para serem uma das atrações fixas do programa Som Livre Exportação. Inicialmente, o grupo gostou, mas depois se desinteressou pelo projeto. Ainda naquele ano, foi lançado Jardim Elétrico, álbum no qual foram utilizados alguns instrumentos fabricados por Cláudio Baptista, irmão mais velho de Arnaldo e Sérgio. Quatro faixas gravadas em Paris foram aproveitadas para o disco. Em 30 de dezembro de 1971, Rita e Arnaldo casaram. Rita disse anos depois que o casamento foi apenas para ganhar independência dos pais e que os irmãos disputaram no palitinho quem assinaria a certidão. Na volta da lua-de-mel, o casal rasgaria a certidão de casamento no programa de televisão da apresentadora Hebe Camargo.

#### A expulsão de Rita Lee

Rita Lee em apresentação com Os Mutantes, 1972. Arquivo Nacional.

Em maio de 1972, com dois meses de atraso, foi lançado Mutantes e Seus Cometas no País dos Baurets. O título do disco é uma homenagem a Tim Maia, que era amigo dos Mutantes, e que chamava "baurets" os cigarros de maconha que costumava fumar. O LP mostrou a transição da banda em direção ao rock progressivo, com influências dos grupos Emerson, Lake & Palmer e Yes. A faixa "Cabeludo Patriota" sofreu com a censura e teve de mudar de nome para "A Hora e a Vez do Cabelo Nascer" e foram sobrepostos ruídos para esconder a frase "o meu cabelo é verde e amarelo". "Balada do Louco" (Arnaldo e Rita) foi o grande sucesso do álbum e um dos maiores da carreira do grupo. Outras canções foram bem executadas na mídia, como "Posso Perder Minha Mulher, Minha Mãe, Desde que Eu Tenha o Rock and Roll" (de Arnaldo, Rita e Liminha), "Vida de Cachorro" (de Arnaldo, Sérgio e Rita), "Cantor de Mambo" (de Élcio Decário, Arnaldo e Rita), "Todo Mundo Pastou" (de Ismar S. Andrade "Bororó") e "Rua Augusta" (Hervé Cordovil). Esse foi o último momento de Rita Lee com a banda, que saiu - ou foi convidada a sair - dos Mutantes, começando uma carreira solo.
Ainda em 1972, foi descoberto que havia sido instalado em São Paulo o primeiro estúdio de dezesseis canais do país. Os Mutantes tentaram convencer a Polydor a lançar mais um álbum da banda naquele ano, mas a gravadora, interessada em lançar a carreira solo de Rita Lee, determinou que apenas ela assinasse o disco, alegando que não ficaria bem para a banda lançar dois LP em um mesmo ano. Por isso, o LP Hoje É o Primeiro Dia do Resto da Sua Vida ficou creditado apenas a Rita Lee, embora os Mutantes como um todo tenham participado ativamente do álbum tanto na composição quanto na gravação.
Rita acabou sendo expulsa do grupo, como admitiu Arnaldo em diversas entrevistas. "Outro fator importantíssimo pra eu mandar ela embora é que eu achava que o som Mutantes não era forte. Eu não queria pertencer àquele conjunto, sem massa e com a Rita comandando" (1996). Em 2007, ele também voltou a afirmar: "Mandei a Rita embora dos Mutantes".

#### A fase progressiva
Já sem Rita Lee, em 1973 os Mutantes estrearam o espetáculo, "2000 Watts de Som" e gravaram O A e o Z, LP que marcou de vez a adesão do grupo ao rock progressivo. Todas as suas faixas foram compostas e executadas sob o efeito de ácido lisérgico (LSD), o que desagradou a Polydor, que não aprovou o trabalho, o considerou sem valor comercial e decidiu não lançá-lo. Além de não comercializar o disco, a gravadora decidiu demitir a banda. O álbum seria lançado somente em 1992, pela PolyGram.
Os Mutantes continuaram ativos, porém Arnaldo, debilitado pelo uso contínuo de drogas (em especial o LSD) e em depressão com o final do seu casamento, passou a apresentar comportamentos patológicos, colecionando sacos cheios de lixo, comunicando-se numa espécie de idioma inventado por ele e fazendo planos de construir uma nave espacial. Arnaldo, então, deixou a banda, seguido pelo baterista Dinho. Em 1974, depois de uma briga com os demais integrantes, o baixista Liminha foi o próximo a abandonar o grupo.

#### A derrocada e o fim
Sérgio Dias decidiu manter a banda, mas teve de reformular toda a sua estrutura. No lugar de Arnaldo, Dinho e Liminha entraram respectivamente Túlio Mourão, Rui Motta e Antônio Pedro Medeiros. A nova formação conseguiu um contrato com a Som Livre em 1974, que lançou Tudo Foi Feito pelo Sol no mesmo ano.
Mesmo após o lançamento do LP, as discussões não cessaram. Em 1976, Sérgio demitiu Túlio e Antônio, substituídos por Luciano Alves e Paul de Castro. Arnaldo recusou todos os pedidos do irmão Sérgio para que voltassem a tocar juntos. No mesmo ano, a gravadora lançou Mutantes Ao Vivo, gravado no MAM do Rio de Janeiro. O álbum não agradou os fãs e a crítica.
Em 1978, Arnaldo, que havia formado a Patrulha do Espaço no ano anterior, se reuniu com a banda como convidado especial em uma única apresentação, mas não aceitou o convite de Sérgio para voltar aos Mutantes. Com mais alguns desentendimentos, Sérgio decidiu terminar com o grupo. O fim não poderia ser mais melancólico: aproximadamente duzentas pessoas comparecem ao último concerto do grupo, em 6 de junho em Ribeirão Preto.

### Depois do fim

#### Lançamento de O A e o Z
Os Mutantes voltariam a ser notícia em 1992, quando os principais jornais brasileiros divulgaram que o grupo iria retornar em sua formação clássica. O que aconteceu na verdade foi um convite de Almir Chediak para que o grupo se reunisse em uma gravação. Sérgio tocou em alguns discos solo de Rita nas décadas de 1970 e 1980 e se apresentou em alguns concertos dela em 1992. Nesses espetáculos, a plateia gritava o nome de Arnaldo. Ainda naquele ano, Sérgio Dias convenceu Mayrton Bahia, diretor artístico da PolyGram, a lançar O A e o Z, gravado em 1973. A gravadora atendeu o pedido do ex-Mutante. Em 1996, o selo Natasha Records lançou um disco-tributo aos Mutantes, no qual os vários sucessos do grupo foram interpretados por artistas do cenário pop brasileiro, como Arnaldo Antunes, Kid Abelha, Lulu Santos, Pato Fu e Planet Hemp.

#### Lançamento de Tecnicolor
No ano 1999 a gravadora Universal, dona do catálogo da extinta filial brasileira da Polydor, finalmente resolveu lançar Tecnicolor, o álbum gravado pela banda durante sua passagem pela França em 1970. A ilustração e a caligrafia do álbum, na versão editada no ano de 1999, são da autoria de Sean Lennon. Na época, em 1970, a PolyGran inglesa convidou o grupo a morar em Londres e pediu para que eles gravassem um álbum com canções em língua inglesa. Apenas Arnaldo Baptista sabia desse convite e só contou aos outros integrantes após regressarem ao Brasil.
Em fevereiro de 2005, a revista britânica Mojo incluiu o álbum Os Mutantes em sua lista de "50 Most Out There Albums of All Time" (algo como os "50 Discos Mais Experimentais de Todos os Tempos"). Eles obtiveram a 12ª posição na lista, à frente de nomes como Beatles, Pink Floyd e Frank Zappa. Ainda em 2005, a também britânica Q Magazine igualmente colocou o álbum em 12º lugar, em sua lista dos "40 greatest psychedelic albums of all time" ("Os 40 maiores discos psicodélicos de todos os tempos). Em 2012, a americana Rolling Stone incluiu também o disco de estreia na 9ª posição em sua lista dos "10 maiores discos de rock latino de todos os tempos".

#### Retorno em 2006

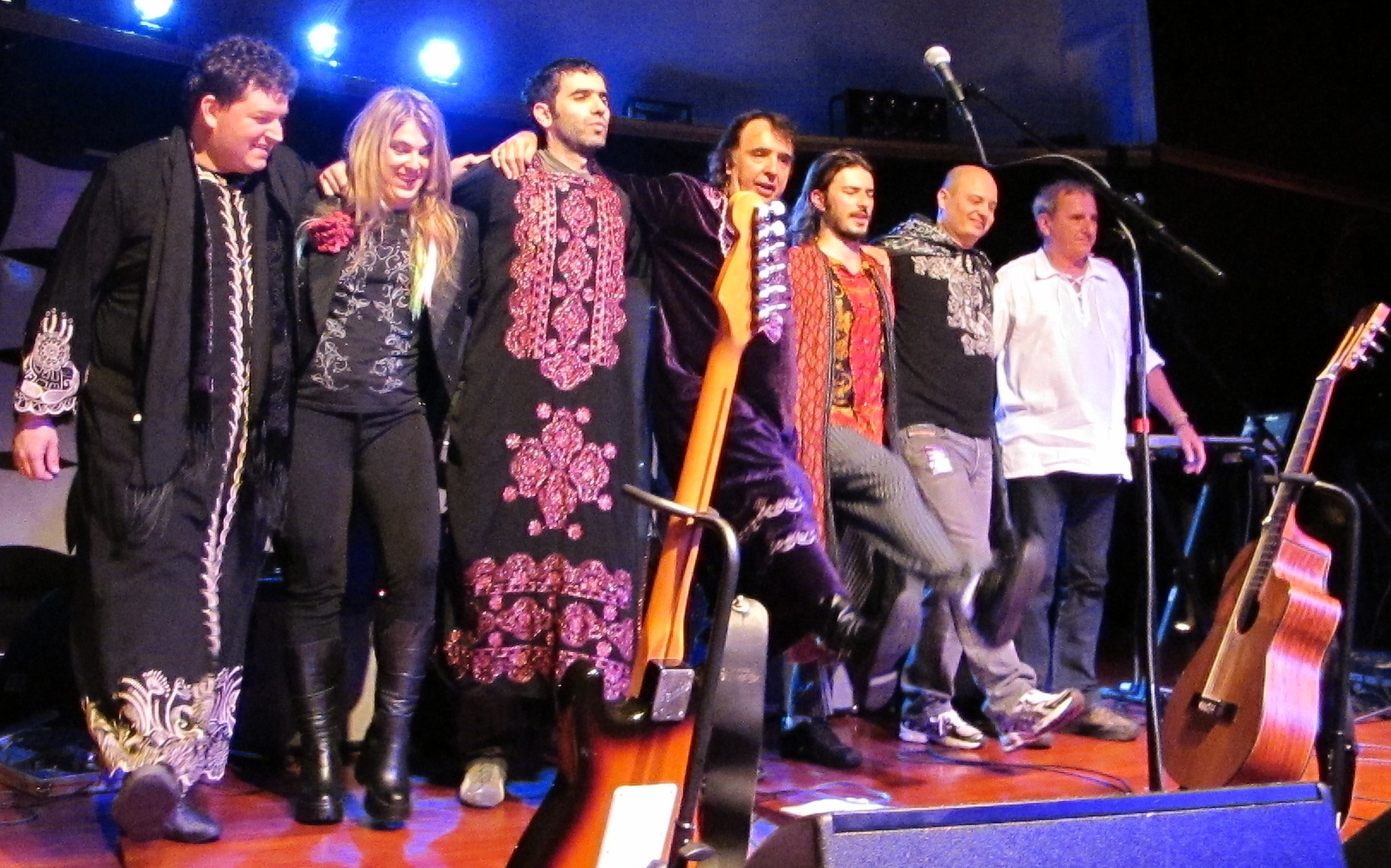
Os Mutantes em 2010.

Em 2006, os Mutantes foram homenageados na mostra Tropicália - A Revolution in Brazilian Culture, no Barbican Hall, em Londres, o principal centro cultural da Europa. Alegando compromissos agendados na mesma data do convite, Rita Lee não aceitou o convite. Liminha também declinou. Sérgio Dias, Arnaldo Baptista e Dinho Leme (que não tocava profissionalmente há cerca de trinta anos) aceitaram. Ao grupo original, juntou-se a cantora Zélia Duncan no lugar de Rita Lee e músicos da banda de Sérgio. Todos os ingressos para o concerto foram vendidos antecipadamente, que teve como banda de abertura o grupo Nação Zumbi e o músico texano Devendra Banhart, um grande fã dos Mutantes. A primeira apresentação dos novos Mutantes se realizou com grande êxito no dia 22 de maio em Londres e foi gravada para futuro lançamento em CD e DVD, pela gravadora Sony BMG. Depois do concerto em Londres, os Mutantes seguiram para temporada nos Estados Unidos. Se apresentaram no Webster Hall, em Nova York, no Hollywood Bowl, em Los Angeles, no The Fillmore, em San Francisco, no Moore Theatre, em Seattle e Cervantes Masterpiece Ballroom, em Denver - além de participarem do Pitchfork Music Festival, em Chicago. Ainda naquele ano, a gravadora Universal remasterizou todos os disco da banda dos anos de 1968 a 1972, fazendo uso das fitas originais.
Em 25 de janeiro de 2007, o grupo faz sua primeira apresentação no Brasil em quase trinta anos. O concerto fez parte dos festejos do 453º aniversário da cidade de São Paulo e levou cinquenta mil pessoas ao Museu do Ipiranga. Em seguida, o grupo realizou uma turnê pelo Brasil. Em setembro daquele ano, Zélia Duncan e Arnaldo Baptista anunciaram a saída dos Mutantes. Zélia alegou que queria se dedicar mais a sua carreira solo. Arnaldo queria se dedicar aos seus projetos pessoais, que incluem escrever uma autobiografia, lançar um livro de ficção (Rebelde Entre os Rebeldes) e dois álbuns da Patrulha do Espaço, e promover uma exposição com suas pinturas e esculturas.
Sérgio Dias e Dinho Leme mantiveram a banda, dessa vez com Bia Mendes nos vocais, que lançou em 25 de abril de 2008 "Mutantes Depois", a primeira canção inédita dos Mutantes em mais de três décadas. O compacto pode ser baixado gratuitamente na Internet. A canção está presente na trilha sonora da novela Os Mutantes - Caminhos do Coração.
Em 2013, a banda lança o álbum "Fool Metal Jack", em 2017, em novembro de 2013, lançam o single "Black and grey".
Em janeiro 2020, a banda lança o álbum Zzyzx, com apenas Sérgio Dias como membro original, o álbum apresenta 11 canções, sendo 9 delas em inglês, passeando por estilos como doo-wop, country folk rock.

## Inovações

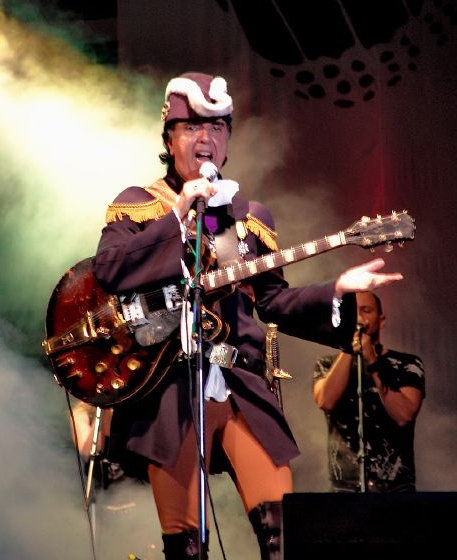
Sérgio Dias com a "Guitarra de Ouro".

A banda foi responsável por várias inovações técnicas e sonoras que, até então, eram desconhecidas ou pouco usadas pela indústria fonográfica no Brasil. Um dos maiores responsáveis por tais inovações foi Cláudio César Dias Baptista, irmão mais velho de Sérgio Dias e Arnaldo Baptista. Foi Cláudio César quem construiu, por exemplo, a "Guitarra de Ouro" usada por Sérgio Dias em quase todos os discos dos Mutantes, e o baixo Regvlvs usado primeiro por Arnaldo e posteriormente por Liminha. Outros equipamentos, como amplificadores, caixas e mesas de som, bem como pedais de efeito também foram projetados e construídos por Cláudio César para uso da banda. Após seu desligamento dos Mutantes, Cláudio César escreveu um livro sobre gravações em estúdio e começou a comercializar seus equipamentos sob a marca CCDB, prosseguindo no campo da eletrônica e engenharia de áudio até a década de 1980.

## Integrantes

### Formação Clássica
- Arnaldo Baptista - Teclado, baixo e vocais (1966 - 1973; 2006-2007)
- Rita Lee - Vocais, percussão (1966 - 1972)
- Sérgio Dias - Guitarra, vocais (1966 - 1978; 2006 - )
- Dinho Leme - Bateria (1969 - 1973; 2006 - 2013)
- Liminha - Baixo (1969 - 1974)

### Outros Integrantes
- Zélia Duncan - Vocais (2006 - 2007)
- Esméria Bulgari - Vocais (2008 - )
- Bia Mendes - Vocais (2008 - 2014)
- Fábio Recco - Vocais  (2008 - )
- Antônio Medeiros - Baixo (1974 - 1976)
- Paulo de Castro - Baixo (1976 - 1978)
- Fernando Gama - Baixo (1978)
- Vinícius Junqueira - Baixo (2008 - )
- Rui Motta - Bateria (1973 - 1978)
- Manito - Teclado (1973)
- Túlio Mourão - Teclado (1973 - 1976)
- Luciano Alves - Teclado (1976 - 1978)
- Henrique Peters - Teclado (2008 - )
- Vitor Trida - Guitarra, Teclado, Violino (2008 - )
- Simone Soul - Percussão (2006 - )
- Camilo Macedo - Guitarra, Violão, Vocais (2019 - )

## Discografia

### Álbuns de estúdio
- 1968 – Os Mutantes (RJ #10[37] / SP #12[38])
- 1969 – Mutantes (RJ #6[39] / SP #6[40])
- 1970 – A Divina Comédia ou Ando Meio Desligado
- 1971 – Jardim Elétrico
- 1972 – Mutantes e Seus Cometas no País do Baurets
- 1974 – Tudo Foi Feito pelo Sol
- 1992 – O A e o Z (gravado em 1973)
- 2000 – Tecnicolor (gravado em 1970)
- 2009 – Haih or Amortecedor
- 2013 – Fool Metal Jack
- 2020 – Zzyzx

### Álbuns ao vivo
- 1976 – Mutantes Ao Vivo
- 2006 – Mutantes Ao Vivo - Barbican Theatre, Londres 2006

### Álbum coletivo
- 1968 – Tropicalia ou Panis et Circencis (com Gilberto Gil, Caetano Veloso, Tom Zé, Nara Leão e Gal Costa) (SP #12[41])

### Compilações
- 1986 – Algo Mais
- 1994 – Personalidade
- 1994 – Minha História
- 1996 – Coleção Obras Primas
- 1998 – Millennium — 20 Músicas do Século XX (relançado em 2005 como Novo Millennium)
- 1999 – Everything Is Possible: The Best of Os Mutantes
- 2006 – A Arte de Os Mutantes
- 2006 – De Volta ao Planeta dos Mutantes
- 2006 – Tropicália: A Brazilian Revolution in Sound (com Gilberto Gil, Caetano Veloso, Tom Zé, Gal Costa e Jorge Ben)

### EP
- 1968 – A Voz do Morto/Baby/Marcianita/Saudosismo (com Caetano Veloso) (não entrou nas paradas em SP ou RJ)
- 1969 – Fuga Nº II/Adeus, Maria Fulô/Dois Mil e Um/Bat Macumba (RJ #15[42])
- 1970 – Hey Boy/Desculpe Babe/Ando Meio Desligado/Preciso Urgentemente Encontrar um Amigo
- 1976 – Cavaleiros Negros/Tudo Bem/Balada do Amigo

### Compactos
- 1966 – "Suicida" / "Apocalipse" (não entrou nas paradas em SP ou RJ)
- 1968 – "A Minha Menina" / "Adeus Maria Fulô"
- 1968 – "É Proibido Proibir" / "Ambiente de Festival" (com Caetano Veloso) (não entrou nas paradas em SP ou RJ)
- 1968 – "Sabiá" (MPB4) / "Caminhante Noturno" (Os Mutantes) (RJ #11[43] / SP #24[44])
- 1968 – "Questão de Ordem" (Gilberto Gil com The Beat Boys) / "A Luta Contra a Lata ou a Falência do Café" (Gilberto Gil com Os Mutantes)
- 1969 – "Dois Mil e Um" / "Dom Quixote"
- 1969 – "Coração Materno" (Caetano Veloso) / "Hino ao Senhor do Bonfim" (Os Mutantes, Caetano Veloso, Gal Costa e Gilberto Gil)
- 1969 – "Ando Meio Desligado" / "Não Vá Se Perder por Aí" (RJ #12[45])
- 1971 – "Top Top" / "It's Very Nice pra Xuxu"
- 1972 – "Mande um Abraço para a Velha"
- 2015 – "Esos Ojos Verdes"
- 2017 – "Black and Gray"
- 2018 – "Cause & Effect"